# Tour du Qatar 2012
Le 11e Tour du Qatar, qui fait partie de l'UCI Asia Tour 2012, se déroule du 5 au 10 février 2012.

## Présentation

### Parcours
Ce Tour du Qatar est composé de 5 étapes en lignes toutes plates, mais propices aux bordures, et d'un contre-la-montre par équipe lors de la 2e étape.

### Participants
- Liste de départ complète

#### Les équipes
Classé en catégorie 2.1 de l'UCI Asia Tour, le Tour du Qatar est par conséquent ouvert aux UCI ProTeams dans la limite de 50 % des équipes participantes, aux équipes continentales professionnelles, aux équipes continentales et à des équipes nationales.
Les 16 équipes participantes sont :
- 11 équipes World Tour : BMC Racing, FDJ-BigMat, Garmin-Barracuda, GreenEDGE, Katusha, Lampre-ISD, Lotto-Belisol, Omega Pharma-Quick Step, Rabobank, RadioShack-Nissan, Sky
- 3 équipes continentales professionnelles : Champion System, Farnese Vini-Selle Italia, Project 1t4i
- 2 équipes continentales : Bridgestone Anchor, RTS Racing

#### Favoris
Outre Mark Renshaw (Rabobank), tenant du titre, plusieurs bons sprinteurs sont présents : Andrea Guardini (Farnese Vini-Selle Italia), le champion du monde espoir Arnaud Démare (FDJ-BigMat), Tyler Farrar (Garmin-Barracuda), Denis Galimzyanov (Katusha), Tom Boonen, vainqueur en 2006, 2008 et 2009, Francesco Chicchi (Omega Pharma-Quick Step), tous 2 vainqueurs d'étapes lors du Tour de San Luis, John Degenkolb (Project 1t4i) et le champion du monde Mark Cavendish (Sky) seront présents.
Bon nombre de spécialistes des classiques participent également. Thor Hushovd, Philippe Gilbert, Taylor Phinney (BMC Racing), Filippo Pozzato (Farnese Vini-Selle Italia), Yoann Offredo (FDJ-BigMat), Johan Vansummeren (Garmin-Barracuda), Sebastian Langeveld (GreenEDGE), Peter Sagan (Liquigas-Cannondale), Lars Ytting Bak (Lotto-Belisol) , Fabian Cancellara (RadioShack-Nissan) et Juan Antonio Flecha (Sky) feront ainsi le déplacement.

## Les étapes
| Étape     | Date       | Villes étapes                        | km           | Vainqueur d’étape | Leader du classement général |
| --------- | ---------- | ------------------------------------ | ------------ | ----------------- | ---------------------------- |
| 1re étape | 5 février  | Barzan Towers – Doha Golf Club       | 142,5        | Tom Boonen        | Tom Boonen                   |
| 2e étape  | 6 février  | Lusail – Lusail                      | 11,3 (CLM/é) | Garmin-Barracuda  | Tom Boonen                   |
| 3e étape  | 7 février  | Dukhan – Al Gharafa Stadium          | 146,5        | Mark Cavendish    | Tom Boonen                   |
| 4e étape  | 8 février  | Al Thakhira – Madinat Al Shamal      | 144          | Tom Boonen        | Tom Boonen                   |
| 5e étape  | 9 février  | Camel Race Track – Al Khor Corniche  | 160          | Mark Cavendish    | Tom Boonen                   |
| 6e étape  | 10 février | Sealine Beach Resort – Doha Corniche | 120          | Arnaud Démare     | Tom Boonen                   |

## Récit de la course

### 1reétape
|   | Coureur      | Pays        | Équipe                  |    | Temps           |
| - | ------------ | ----------- | ----------------------- | -- | --------------- |
| 1 | Tom Boonen   | Belgique    | Omega Pharma-Quick Step | en | 3 h 11 min 32 s |
| 2 | Adam Blythe  | Royaume-Uni | BMC Racing              | +  | m.t             |
| 3 | Peter Sagan  | Slovaquie   | Liquigas-Cannondale     |    | m.t             |
| 4 | Tyler Farrar | États-Unis  | Garmin-Barracuda        |    | m.t             |
| 5 | Daniel Oss   | Italie      | Liquigas-Cannondale     |    | m.t             |

|   | Coureur      | Pays        | Équipe                  |    | Temps           |
| - | ------------ | ----------- | ----------------------- | -- | --------------- |
| 1 | Tom Boonen   | Belgique    | Omega Pharma-Quick Step | en | 3 h 11 min 22 s |
| 2 | Adam Blythe  | Royaume-Uni | BMC Racing              | +  | 4 s             |
| 3 | Peter Sagan  | Slovaquie   | Liquigas-Cannondale     |    | 6 s             |
| 4 | Tyler Farrar | États-Unis  | Garmin-Barracuda        |    | 7 s             |
| 5 | Adam Hansen  | Australie   | Lotto-Belisol           |    | m.t             |

### 2eétape
|   | Équipe                  | Pays        |    | Temps       |
| - | ----------------------- | ----------- | -- | ----------- |
| 1 | Garmin-Barracuda        | États-Unis  | en | 12 min 38 s |
| 2 | Omega Pharma-Quick Step | Belgique    | +  | 7 s         |
| 3 | Sky                     | Royaume-Uni |    | 9 s         |
| 4 | Katusha                 | Russie      |    | 9 s         |
| 5 | Liquigas-Cannondale     | Italie      |    | 13 s        |

|   | Coureur              | Pays       | Équipe                  |    | Temps          |
| - | -------------------- | ---------- | ----------------------- | -- | -------------- |
| 1 | Tom Boonen           | Belgique   | Omega Pharma-Quick Step | en | 3 h 24 min 7 s |
| 2 | Tyler Farrar         | États-Unis | Garmin-Barracuda        |    | m.t            |
| 3 | Johan Vansummeren    | Belgique   | Garmin-Barracuda        |    | 3 s            |
| 4 | Ramūnas Navardauskas | Lituanie   | Garmin-Barracuda        |    | m.t            |
| 5 | Thomas Dekker        | Pays-Bas   | Garmin-Barracuda        |    | m.t            |

### 3eétape
|   | Coureur        | Pays        | Équipe                  |    | Temps           |
| - | -------------- | ----------- | ----------------------- | -- | --------------- |
| 1 | Mark Cavendish | Royaume-Uni | Sky                     | en | 3 h 23 min 48 s |
| 2 | Tom Boonen     | Belgique    | Omega Pharma-Quick Step |    | m.t             |
| 3 | Aidis Kruopis  | Lituanie    | GreenEDGE               |    | m.t             |
| 4 | Mark Renshaw   | Australie   | Rabobank                |    | m.t             |
| 5 | John Degenkolb | Allemagne   | Project 1t4i            |    | m.t             |

|   | Coureur           | Pays        | Équipe                  |    | Temps           |
| - | ----------------- | ----------- | ----------------------- | -- | --------------- |
| 1 | Tom Boonen        | Belgique    | Omega Pharma-Quick Step | en | 6 h 47 min 49 s |
| 2 | Tyler Farrar      | États-Unis  | Garmin-Barracuda        | +  | 6 s             |
| 3 | Mark Cavendish    | Royaume-Uni | Sky                     |    | 8 s             |
| 4 | Johan Vansummeren | Belgique    | Garmin-Barracuda        |    | 12 s            |
| 5 | Thomas Dekker     | Pays-Bas    | Garmin-Barracuda        |    | m.t             |

### 4eétape
|   | Coureur             | Pays     | Équipe                  |    | Temps           |
| - | ------------------- | -------- | ----------------------- | -- | --------------- |
| 1 | Tom Boonen          | Belgique | Omega Pharma-Quick Step | en | 3 h 03 min 14 s |
| 2 | Tom Veelers         | Pays-Bas | Project 1t4i            |    | m.t             |
| 3 | Fabian Cancellara   | Suisse   | RadioShack-Nissan       |    | m.t             |
| 4 | Juan Antonio Flecha | Espagne  | Sky                     |    | m.t             |
| 5 | Gert Steegmans      | Belgique | Omega Pharma-Quick Step |    | 4 s             |

|   | Coureur             | Pays       | Équipe                  |    | Temps           |
| - | ------------------- | ---------- | ----------------------- | -- | --------------- |
| 1 | Tom Boonen          | Belgique   | Omega Pharma-Quick Step | en | 9 h 50 min 50 s |
| 2 | Tyler Farrar        | États-Unis | Garmin-Barracuda        | +  | 31 s            |
| 3 | Juan Antonio Flecha | Espagne    | Sky                     |    | 34 s            |
| 4 | Gert Steegmans      | Belgique   | Omega Pharma-Quick Step |    | 36 s            |
| 5 | Bernhard Eisel      | Autriche   | Sky                     |    | 45 s            |

### 5eétape
|   | Coureur        | Pays        | Équipe              |    | Temps           |
| - | -------------- | ----------- | ------------------- | -- | --------------- |
| 1 | Mark Cavendish | Royaume-Uni | Sky                 | en | 3 h 30 min 40 s |
| 2 | Daniel Oss     | Italie      | Liquigas-Cannondale |    | m.t             |
| 3 | Peter Sagan    | Slovaquie   | Liquigas-Cannondale |    | m.t             |
| 4 | John Degenkolb | Allemagne   | Project 1t4i        |    | m.t             |
| 5 | Rüdiger Selig  | Allemagne   | Katusha             |    | m.t             |

|   | Coureur             | Pays       | Équipe                  |    | Temps            |
| - | ------------------- | ---------- | ----------------------- | -- | ---------------- |
| 1 | Tom Boonen          | Belgique   | Omega Pharma-Quick Step | en | 13 h 21 min 30 s |
| 2 | Tyler Farrar        | États-Unis | Garmin-Barracuda        | +  | 31 s             |
| 3 | Juan Antonio Flecha | Espagne    | Sky                     |    | 34 s             |
| 4 | Gert Steegmans      | Belgique   | Omega Pharma-Quick Step |    | 36 s             |
| 5 | Bernhard Eisel      | Autriche   | Sky                     |    | 45 s             |

### 6eétape

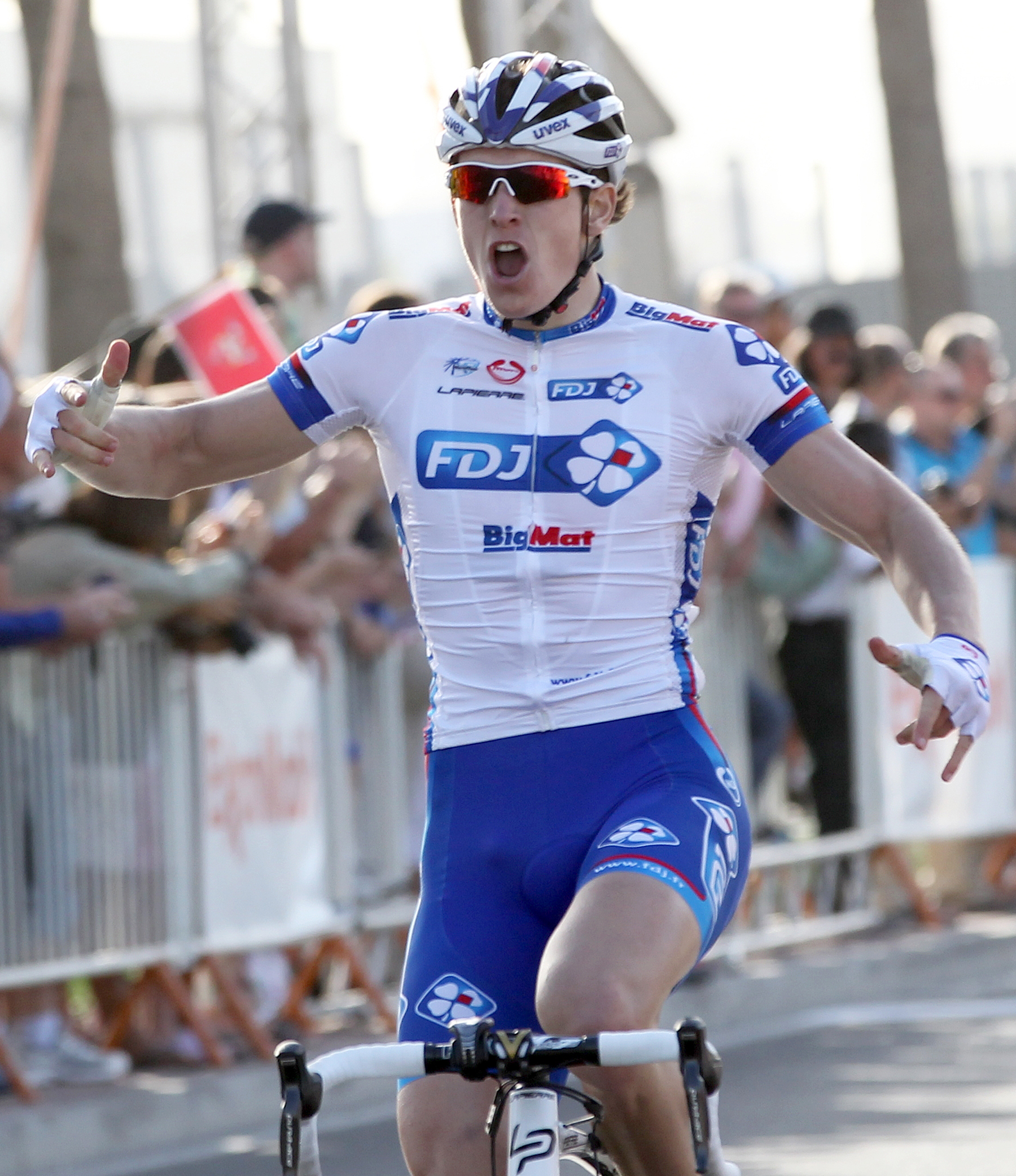
Arnaud Démare remporte la 6e étape.

|   | Coureur            | Pays      | Équipe       |    | Temps           |
| - | ------------------ | --------- | ------------ | -- | --------------- |
| 1 | Arnaud Démare      | France    | FDJ-BigMat   | en | 2 h 20 min 44 s |
| 2 | Denis Galimzyanov  | Russie    | Katusha      |    | m.t             |
| 3 | Mark Renshaw       | Australie | Rabobank     |    | m.t             |
| 4 | Roger Kluge        | Allemagne | Project 1t4i |    | m.t             |
| 5 | Alexander Kristoff | Norvège   | Katusha      |    | m.t             |

|   | Coureur             | Pays       | Équipe                  |    | Temps            |
| - | ------------------- | ---------- | ----------------------- | -- | ---------------- |
| 1 | Tom Boonen          | Belgique   | Omega Pharma-Quick Step | en | 15 h 42 min 14 s |
| 2 | Tyler Farrar        | États-Unis | Garmin-Barracuda        | +  | 28 s             |
| 3 | Juan Antonio Flecha | Espagne    | Sky                     |    | 33 s             |
| 4 | Gert Steegmans      | Belgique   | Omega Pharma-Quick Step |    | 34 s             |
| 5 | Tom Veelers         | Pays-Bas   | Project 1t4i            |    | 1 min 00 s       |

## Classements finals

### Classement général

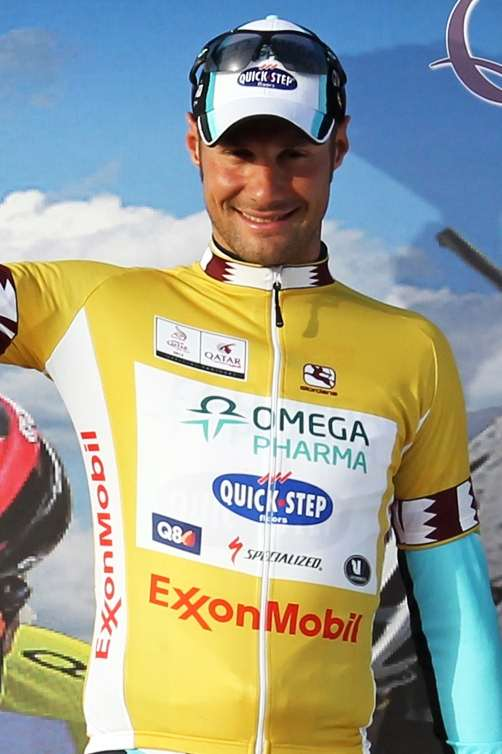
Tom Boonen, vainqueur de l'édition 2012.

|    | Cycliste             | Pays        | Équipe                  |    | Temps            |
| -- | -------------------- | ----------- | ----------------------- | -- | ---------------- |
| 1  | Tom Boonen           | Belgique    | Omega Pharma-Quick Step | en | 15 h 42 min 14 s |
| 2  | Tyler Farrar         | États-Unis  | Garmin-Barracuda        | +  | 28 s             |
| 3  | Juan Antonio Flecha  | Espagne     | Sky                     |    | 33 s             |
| 4  | Gert Steegmans       | Belgique    | Omega Pharma-Quick Step |    | 34 s             |
| 5  | Tom Veelers          | Pays-Bas    | Project 1t4i            |    | 1 min 00 s       |
| 6  | Mark Cavendish       | Royaume-Uni | Sky                     |    | 1 min 05 s       |
| 7  | Fabian Cancellara    | Suisse      | RadioShack-Nissan       |    | 1 min 06 s       |
| 8  | Ramūnas Navardauskas | Lituanie    | Garmin-Barracuda        |    | 1 min 09 s       |
| 9  | Aidis Kruopis        | Lituanie    | GreenEDGE               |    | 1 min 10 s       |
| 10 | Adam Blythe          | Royaume-Uni | BMC Racing              |    | 1 min 14 s       |

### Classements annexes

#### Classement par points
|   | Cycliste       | Équipe                  | Points |
| - | -------------- | ----------------------- | ------ |
| 1 | Tom Boonen     | Omega Pharma-Quick Step | 45     |
| 2 | Mark Cavendish | Sky                     | 30     |
| 3 | Tyler Farrar   | Garmin-Barracuda        | 27     |

#### Classement du meilleur jeune
|   | Cycliste             | Équipe            | Temps               |
| - | -------------------- | ----------------- | ------------------- |
| 1 | Ramūnas Navardauskas | Garmin-Barracuda  | en 15 h 43 min 23 s |
| 2 | Adam Blythe          | BMC Racing        | + 5 s               |
| 3 | Tony Gallopin        | RadioShack-Nissan | + 22 s              |

#### Classement par équipes
|   | Équipe                  | Pays        | Temps               |
| - | ----------------------- | ----------- | ------------------- |
| 1 | Omega Pharma-Quick Step | Belgique    | en 46 h 43 min 00 s |
| 2 | Sky                     | Royaume-Uni | + 34 s              |
| 3 | Garmin-Barracuda        | États-Unis  | + 1 min 23 s        |

## Évolutions des classements
| Étape            | Vainqueur        | Classement général | Classement par points | Classement du meilleur jeune | Classement par équipes  |
| ---------------- | ---------------- | ------------------ | --------------------- | ---------------------------- | ----------------------- |
| 1                | Tom Boonen       | Tom Boonen         | Tom Boonen            | Adam Blythe                  | Omega Pharma-Quick Step |
| 2                | Garmin-Barracuda | Tom Boonen         | Tom Boonen            | Ramūnas Navardauskas         | Garmin-Barracuda        |
| 3                | Mark Cavendish   | Tom Boonen         | Tom Boonen            | Rüdiger Selig                | Garmin-Barracuda        |
| 4                | Tom Boonen       | Tom Boonen         | Tom Boonen            | Ramūnas Navardauskas         | Omega Pharma-Quick Step |
| 5                | Mark Cavendish   | Tom Boonen         | Tom Boonen            | Ramūnas Navardauskas         | Omega Pharma-Quick Step |
| 6                | Arnaud Démare    | Tom Boonen         | Tom Boonen            | Ramūnas Navardauskas         | Omega Pharma-Quick Step |
| Classement final | Classement final | Tom Boonen         | Tom Boonen            | Ramūnas Navardauskas         | Omega Pharma-Quick Step |